# Matitas
Matitas es un centro poblado ubicada a 74 km por vía terrestre al sur de la ciudad de Riohacha, municipio al que pertenece; en el Departamento de La Guajira, al norte de Colombia. Históricamente, en el pasado fue un palenque donde se resguardaron negros cimarrones que huían de la esclavización; llegó a ser uno de los focos de rebelión negra en la Provincia del Río del Hacha junto a otros palenques cercanos. Para después de la mitad del siglo XIX, tras la abolición del sistema esclavista en la República de la Nueva Granada (1852), pasó a ser una localidad libre.

## Contexto geográfico
La comunidad de Matitas se encuentra sobre una loma de 44 m, en una extensa sabana de la bajiplanicie guajira, de la cual se puede visualizar hacia el este y el sur, las laderas occidentales la Sierra Nevada. El centro poblado limita al norte con el corregimiento de Camarones, al este con el centro poblado Arroyo Arena y los corregimientos de Barbacoas y Galán, al sur con el corregimiento de Juan y Medio y al oeste con el centro poblado Choles.
Matitas se distancia a 22 km de la costa del mar Caribe. Para llegar a esta población, existe una vía municipal que se conecta con la Ruta Nacional 90 o Transversal del Caribe a 33 km de Riohacha, vía llamada también Corredor del Carbón/Corredor Minero porque es usado por los camiones que transportan este mineral desde la mina del Cerrejón. En la localidad existe una escuela de educación primaria y secundaria, una estación de policía y un centro de salud
- Datos: Q6006250